# Gualtherus van Doeveren
Gualtherus van Doeveren (ook Wolther van Doeveren, Wouter van Doeveren (Philippine, 16 november 1730 – Leiden, 31 december 1783) was een Nederlands medicus, hoogleraar en rector magnificus.

## Leven
Als zoon van de Staats-Vlaamse dijkinspecteur Anthony van Doeveren en Petronella de Haas startte Gualtherus in 1747 zijn opleiding medicijnen aan de Universiteit van Leiden. In Leiden studeerde hij bij Pieter van Musschenbroek, Frederik Bernard Albinus, Bernhard Siegfried Albinus, Hieronymus David Gaub, David van Royen en Frederik Winter. In 1752 maakte hij een studiereis naar Parijs, waar hij colleges van Jean-Antoine Nollet, Antoine Ferrein (1693–1769), Jean Astruc, Jean Louis Petit (1674–1760) en André Levret bijwoonde. Het daaropvolgende jaar keerde hij naar Leiden terug.
In Leiden verkreeg hij op 21 oktober 1753 met Dissertatio de vermibus intestinalibus hominum praecipue de Faenia (Leiden, 1754) de graad van doctor in de geneeskunde. Zijn proefschrift verscheen in 1764 in het Frans en werd later ook in het Duits vertaald. Daaropvolgend had hij een dokterspraktijk in Leiden, waar zijn vakkundigheid opviel bij de curatoren van de Universiteit van Groningen. Deze boden hem op 18 maart 1754 een professorschap aan op de medische faculteit, dat hij aanvatte op 11 juni van datzelfde jaar met de rede Oratio de Imprudente raliocinio ex observationibus et experimentis Medicis. In Groningen doceerde hij fysiologie, chirurgie, pathologie en verloskunde.
Na de dood van Tiberius Lambergen werd van Doeveren zijn opvolger voor de cursussen medische praktijk en klinische chemie, terwijl Petrus Camper de leerstoel Anatomie en Chirurgie overnam. Van Doeveren was rector van de Universiteit van Groningen in 1761/62 en 1769/70. Bij het einde van zijn eerste ambtstermijn hield hij de rede Oratio de erroribus medicorum, sua utilitate non carentibus. De tweede maal was zijn rede de sanitatis Groninganorum praesidiis ex urbis naturali historia derivandis (Groningen 1770; door Matthias Steevens van Geuns heruitgegeven in het Nederlands). Ook in Leiden erkende men snel zijn medisch vaardigheden en werd van Doeveren aangesteld als hoogleraar in de geneeskunde en verloskunde in 1771 na het overlijden van de beroemde Bernhard Siegfried Albinus.
Een leerstoel aan de Universität Göttingen wees Van Doeveren af. Zijn openingsrede op 6 mei 1771 als hoogleraar in Leiden was De Recentiorum inventis Medicinam hodiernam Veteri praestantiorem reddentibus. Niet onbelangrijk was ook zijn rectorsrede gehouden in 1778: De remedio morbi, sive de malis, quae a remediis, sanandi caussa adhibitis, saepenumero hominibus accidere solent, die in 1779 in Leiden gepubliceerd werd. Nadat hij twaalf jaar in Leiden werkzaam was geweest, overleed hij als gevolg van jicht. Van Doeveren was een grote voorstander van variolatie. Hij was lid van verschillende wetenschappelijke gezelschappen, waaronder vanaf 1766 van de Koninklijke Nederlandse Akademie van Wetenschappen en de Deutsche Akademie der Wissenschaften Leopoldina. In 1781 werd van Doeveren aangesteld tot lijfarts van Willem V van Oranje-Nassau.
Uit zijn in 1758 gesloten huwelijk met Aletta Everhardina, de jongste dochter van de Groningse hoogleraar in de rechten Jakob Eck (1693–1757), kwamen drie zonen: Anton Jacob van Doeveren (1763 - 30 oktober 1805, arts in Leiden en gehuwd met Elisabeth van Reverhorst), Kornelis Aemilius van Doeveren en Johannus Arnoldus van Doeveren.

## Werken
- Sermo Academicus de erroribus Medicarum sua utilitate non carentibus. Groningen, 1762
- Specimen observationes academicarum ad monstrorum historiam anatomen, pathologiam et artem obstetriciam, praecipue spectantium. Groningen & Leiden, 1765
- Sermo Academicus de sanitatis Groninganorum praesidiis ex urbis naturali historia derivandis. Groningen, 1770
- Redevoering over de gunstige gesteldheid van Groningen voor de gezondheid. Groningen, 1771
- Epistola ad clarissimum Eduard Sandifort, de felici successu insitionis variolarum, Groningae institutae. 1770
- Primae lineae de cognoscendis mulierum morbis in usus Academicos. Leiden, 1777 - Leipzig, 1786